# Giuseppe Ungaretti
Giuseppe Ungaretti (Aleksandrija, 8. veljače 1888. – Milano, 1. lipnja 1970. godine, bio je talijanski pjesnik i pisac.

## Životopis
Rodio se u Egiptu u Aleksandriji, u obitelji Talijana rodom iz Lucce. Na njegovo je odrastanje utjecala dojilja iz Sudana, sluškinja iz Argentine te dadilja koja je bila Hrvatica iz Boke kotorske. Otac mu je radio na radovima na Sueskom kanalu, gdje je poginuo u radnoj nesreći 1890. godine.

## Zanimljivosti
Za hrvatsku je javnost zanimljiva pojava kao pisac pjesme Tajna Hrvatska (Croazia segreta).

## Djela
(izbor)

### Poezija
- Natale, Napoli, 26. prosinca 1916.;
- II Porto Sepolto, Stabilimento tipografico friulano, Udine, 1917.;
- Allegria di naufragi, Vallecchi, Firenca, 1919.;
- Il Porto Sepolto Stamperia Apuana, La Spezia, 1923.;
- L'Allegria, Preda, Milano, 1931.;
- Sentimento del Tempo, Vallecchi, Firenze, 1933.;
- La guerra, I edizione italiana, Milano, 1947.;
- Il Dolore, Milano, 1947.;
- Demiers Jours. 1919, Milano, 1947.;
- Gridasti: Soffoco..., Milano, 1950.;
- La Terra Promessa, Milano, 1950.;
- Un grido e Paesaggi, Milano, 1952.;
- Les Cinq livres, texte francais etabli par l'auteur et Jean Lescure. Quelques reflexions de l'auteur, Paris, 1954.;
- Poesie disperse (1915-1927), Milano, 1959.;
- Il Taccuino del Vecchio, Milano, 1960.;
- Dialogo , Milano, 1968.;
- Vita d'un uomo. Tutte le poesie, Milano, 1969.

## Vanjske poveznice
- (tal.) Poesia di Giuseppe Ungaretti - Croazia segreta*(tal.) Archivio Contemporaneo del Gabinetto Vieusseux
- (tal.) Poesie di Giuseppe Ungaretti  Arhivirana inačica izvorne stranice od 13. ožujka 2013. (Wayback Machine)